# Andamanenpapegaaiduif
De Andamanenpapegaaiduif (Treron chloropterus) is een vogel uit de familie Columbidae (duiven).

## Verspreiding en leefgebied
Deze soort komt voor op de Andamanen en Nicobaren.